# Michael Morley
Michael Darwin Morley (Youngstown, Ohio, 1930) é um matemático estadunidense.

## Obras
- Partitions and models. Lecture Notes in Mathematics, Springer, 1968 (Lectures Summer School, Leeds, 1967).